# Georges de Rham
Georges de Rham (10 september 1903 – 9 oktober 1990) was een Zwitsers wiskundige, die bekendstaat om zijn bijdragen aan de differentiaaltopologie.
Hij studeerde aan de Universiteit van Lausanne. Zijn doctoraat behaalde hij aan de Parijs. Daarna werd hij in 1931 docent aan de Universiteit van Lausanne, aan welke instelling hij vervolgens tot zijn pensioen in 1971 verbonden zou blijven; daarnaast bekleedde hij ook posities aan de Universiteit van Genève.
In 1931 bewees hij de stelling van de Rham en identificeerde hij de de Rham-cohomologiegroepen als topologische invarianten. Dit bewijs kan worden beschouwd als gezocht, aangezien het resultaat impliciet was in de standpunten van Henri Poincaré en Élie Cartan.
Het eerste bewijs van de algemene stelling van Stokes wordt bijvoorbeeld toegeschreven aan Poincaré en stamt uit 1899. Op dat moment bestond er nog geen cohomologietheorie; men kan redelijkerwijs zeggen: voor variëteiten was bekend dat de homologietheorie zelf-duaal was met de overschakeling van dimensie naar codimensie (dat wil zeggen, van Hk naar Hn-k, waar n de dimensie is). Dat is in ieder geval waar voor georiënteerde variëteiten, waarbij een oriëntatie in differentiaalvormtermen een n-vorm is, die nooit gelijk is aan nul (en die gelijkwaardig is als zij gerelateerd wordt door een positief scalair veld). De dualiteit kan intuïtief met groot voordeel worden geherformuleerd in termen van de hodge-dualiteit.